# 17831 Ussery
17831 Ussery este un asteroid din centura principală de asteroizi.

## Descriere
17831 Ussery este un asteroid din centura principală de asteroizi. A fost descoperit pe 20 aprilie 1998 la Socorro, New Mexico, în cadrul proiectului LINEAR. Asteroidul prezintă o orbită caracterizată de o semiaxă mare de 2,68 ua, o excentricitate de 0,06 și o înclinație de 2,4° în raport cu ecliptica.